# Murat Jašarević
Murat Jašarević (* 18. März 1969 in Sarajevo) ist ein ehemaliger bosnischer Fußballspieler.

## Karriere

### Vereine
Jašarević begann seine Karriere bei seinem Heimatklub in Goražde. Mit 20 Jahren wechselte er zum jugoslawischen Spitzenklub FK Sarajevo und wurde dort auf Anhieb zum Stammspieler. Mit Sarajevo spielte er gegen Mannschaften wie Roter Stern Belgrad und Partizan Belgrad um den Titel der ersten jugoslawischen Liga. Nach seiner Station bei FK Sarajevo  wechselte Jasarevic zu Pazinka Pazin. Nach erfolgreicher Zeit in Kroatien wechselte Jašarević von Pazinka Pazin in die Bundesliga zum MSV Duisburg. Bei den Duisburgern gab er sein Debüt am 27. Spieltag der Saison 1993/94 bei der 1:0-Niederlage gegen den 1. FC Köln, im weiteren Saisonverlauf absolvierte er fünf weitere Einsätze. In der Folgesaison spielte er noch elfmal für die Zebras. Anschließend wechselte er in die 2. Bundesliga zu Hannover 96. In Hannover gehörte Jašarević neben Roger Prinzen zum Stammpersonal in der Abwehr, doch mit dem 16. Tabellenplatz zum Saisonende konnte der Abstieg nicht vermieden werden. Jašarević verließ Hannover und spielte die beiden folgenden Jahre beim FSV Zwickau. In der ersten Spielzeit konnte der Abstieg noch knapp vermieden werden, doch im zweiten Jahr stieg Zwickau ab, somit war er das zweite Mal aus der 2. Bundesliga abgestiegen. Bis zu seinem Karriereende spielte Jasarevic in der Regionalliga noch für den FC Erzgebirge Aue, mit denen er in die 2. Bundesliga aufgestiegen ist und den Wuppertaler SV.

### Nationalmannschaft
Für die bosnisch-herzegowinische Fußballnationalmannschaft absolvierte er fünf Länderspiele.